# I Get Money
I Get Money è un brano musicale del rapper statunitense 50 Cent, estratto come terzo singolo dal suo terzo album studio Curtis.  Il brano è arrivato alla quattordicesima posizione della classifica stilata da Rolling Stone dei cento migliori brani del 2007. Il remix ufficiale del brano figura la collaborazione di Jay-Z e Diddy.

## Tracce
CDINTR-12145-2
1. I Get Money (Remix) (Dirty) featuring Jay-Z, Diddy
2. I Get Money (Remix) (Clean) featuring Jay-Z, Diddy

Maxi CDShady Records – 50GETCDP1
1. I Get Money (Radio Edit)
2. I Get Money (Album Version)
3. I Get Money (Instrumental)
4. I Get Money (Acapella)

## Classifiche
| Classifica (2007)                    | Posizione massima |
| ------------------------------------ | ----------------- |
| Canada (Billboard Canadian Hot 100)  | 63                |
| Switzerland (Schweizer Hitparade)    | 88                |
| US Billboard Hot 100                 | 20                |
| US Hot R&B/Hip-Hop Songs (Billboard) | 10                |
| US Pop 100 (Billboard)               | 35                |
| US Rap Songs (Billboard)             | 4                 |